# Марутян, Гайк Сумбатович
Гайк Сумбатович Марутян (10 ноября 1913, Шаумяни, Грузия, Российская империя — 6 января 2012, Москва, Россия) — трубач, военный дирижёр, педагог, композитор. Заслуженный артист Армянской ССР (1950),  Заслуженный деятель искусств Грузинской ССР (1960), доцент (1968). Полковник.

## Биография
С 1930 по 1934 годы учился в Ереванском музыкальном училище (класс трубы доцента Г. И. Тараяна). В 1934 году поступил на кафедру военных капельмейстеров Московской консерватории. В 1935-1937 годах обучался на Военном факультете Московской консерватории в классе Константина Соломоновича Сараджева (дирижирование), Сергея Николаевича Ерёмина (труба), Семёна Александровича Чернецкого (служба военного оркестра в строю). После окончании обучения служил дирижёром в различных воинских частях Советской Армии, а с 1942 года — в составе советской группы в Иране. С 1944 года начальник оркестра Штаба Закавказского ВО, с 1948 — начальник военно-оркестровой службы Закавказского ВО.
В 1965-1976 годах начальник Военно-дирижёрского факультета при Московской консерватории, одновременно с этим преподавал класс трубы. С 1978 года — заместитель заведующего, а с 1982 — заведующий Проблемной научно-исследовательской лабораторией Московской консерватории.
Умер 6 января 2012 года в Москве, похоронен на Николо-Архангельском кладбище.

## Награды
- Орден Красного Знамени[1]
- Орден Красной Звезды[1]
- Заслуженный артист Армянской ССР (1950)[1]
- Заслуженный деятель искусств Грузинской ССР (1960)[1]
- Медаль «За оборону Кавказа»[3]
- 15 медалей[1]